# 아, 황야
《아, 황야》(일본어: あゝ、荒野, 영어: Wilderness)는 일본의 시인이자 극작가인 데라야마 슈지의 소설 〈아, 황야〉를 원작으로 제작된 일본의 실사 영화 시리즈. 영화는 키시 요시유키 감독, 스다 마사키와 양익준 두 배우가 주연을 맡아 2017년 10월 7일에 〈전편〉 같은 달 21일 〈후편〉이 각각 공개됐다.  또한 일본의 영상 전달 서비스 U-NEXT에서는 본편 미공개 장면을 추가해 총 6화 드라마 다시 편집 된 〈아, 황야 완전판〉을 전달했다.

## 소개
1950년대 무렵부터 활약한 데라야마 슈지의 첫 해 마지막 소설이었다. 기획을 입안한 프로듀서 카와무라 미츠노부는 이야기의 무대를 원작의 1960년대부터 2021년의 미래로 수정하는 생각을 가지고 있었다. 이유로 열렬한 팬이 많은 테라야마의 소설을 원작으로 하면서 원작을 모방뿐만 아니라 영화로 새로운 해석을 제시할 필요가 있다고 느꼈기 때문이다라고 말하고 있다. 영화는 생각대로, 2021년, 2020년 도쿄 올림픽을 마친 일본을 무대로 제작되었다. 
영화는 권투를 중심으로 사회와 개인의 테마가 여러 산견하는 내용으로 제작되었다. 권투 장면에 리얼리티를 지향한 해안의 방침 아래, 스다, 양익준을 비롯한 연기자는 크랭크인까지 반년을 교육, 육체 개조에 힘썼다고 한다. 권투 지도는 강사의 자격을 취득하고 있는 마츠우라 신이치가 연기자 겸임을 담당하고, 극 중의 사각형의 장면은 일본 권투위원회의 협력으로 실제로 코라쿠엔 홀에서 개최 된 실제의  현장에서 촬영되었다. 그 외 권투 시합 장면은 실제로 심판으로 활동하는 인물이 출연하고 있다.

## 캐스팅에 대해
감독으로 키시 요시유키가 낙점된 시점에서 이미 양익준 기용을 결정했다. 양익준이 제작·주연한 영화 《똥파리》의 일본 극장 배급을 〈아, 황야〉를 배급하는 스타 샌즈가 다루는 인연으로 이야기가 부상했다. 한국에서 양익준과 식사를 한 키시는 그 자리에서 자신의 실제 경험과 그가 연기하게 되는 켄지에 대한 아이디어를 여러개 얻고, 그것을 살려 원작과는 다소 다른 켄지의 캐릭터를 그렸다.
스다 마사키의 경우에는 주연 배우를 선정할 때 추천하는 목소리들이 가장 초반에 있었다고 한다.  그러나 같은 시기에 영화 《은혼》과 TV 드라마 《수수하지만 굉장해! 교열걸 코노 에츠코》의 촬영이 있었기 때문에 매우 힘든 스케줄 속에서 몸만들기 촬영이 진행됐다.

## 아, 황야 전편·후편
전편은 2017년 10월 7일 공개. 후편은 10월 21일 공개.

### 출연
- 신주쿠 신지(사와무라 신지) - 스다 마사키
- 이발사 켄지(니키 켄지) - 양익준
- 소네 요시코 - 키노시타 아카리
- 카타메(호리) - 유스케 산타마리아
- 바바 - 덴덴
- 니키 타케오 - 모로 모로오카
- 쿄코 - 키무라 타에
- 미야키 사장 - 다카하시 카즈야
- 야마모토 유지 - 야마다 유키
- 타치바나 류키 - 코바야시 카츠야
- 스즈키 타쿠지 - 가와구치 사토루
- 가와사키 케이조 - 마에하라 히노시
- 케이코 - 콘노 안나

### 스태프
- 원작 -  데라야마 슈지 〈아, 황야〉 (카도카와 문고)
- 감독 - 키시 요시유키
- 조감독 - 마츠오 타카시, 기무라 오사무
- 각본 - 미나토 타케히코, 키시 요시유키
- 음악 - 이와시로 타로
- 주제가 - BRAHMAN 〈오늘 밤 (今夜)〉
- 촬영 - 나츠미 코조
- 촬영 (B카메라) - 가와구치 신이치로, 이시이 유세이
- 조명 - 타카사카 토시히데
- 녹음 - 모리 에이지
- 미술 - 이소미 토시히로, 조켄 사키
- 효과음향 - 오오츠카 토모코
- 제작 담당 - 오카모토 타케시
- 라인  프로듀서 - 츠카무라 에츠로
- 번역 - KickStart Productions Inc.
- 제작 협력 - 와코 기관 특별 감사 일본 권투위원회, 에비스 케이즈 박스, 세타가야 오쿠라 복싱 체육관 조성 문화청 문화 예술 진흥 보조금
- 기획 - 카와무라 미츠노부
- 제작  - 카와무라 미츠노부, 세이 테츠야, 시노미야 타카시, 미야자키 노부오, 우노 야스히데, 야마모토 히로시, 우에다 미노루
- 프로듀서 - 스기타 히로미츠, 사토 준코
- 기획 협력 - 사사메 히로유키 (테라야마·월드),이시이 미츠오 (엠록스)
- 제작 협력 - 송영신
- 제작 프로덕션 - 텔레비전 맨 유니온
- 제작·배급 - 스타 샌즈

### 수상
| 상                                                | 부문                            | 수상자(작)        | 결과  |
| ------------------------------------------------- | ------------------------------- | ----------------- | ----- |
| 호치 영화상                                       | 작품상                          | 아, 황야          | 수상  |
| 호치 영화상                                       | 남우주연상                      | 스다 마사키       | 수상  |
| 닛칸 스포츠 영화 대상                             | 작품상                          | 아, 황야          | 수상  |
| 닛칸 스포츠 영화 대상                             | 남우주연상                      | 스다 마사키       | 수상  |
| 요코하마 영화제                                   | 일본 영화 베스트 텐             | 아, 황야          | 제4위 |
| 키네마 준보 베스트 텐                             | 일본 영화 베스트 텐             | 아, 황야          | 제3위 |
| 키네마 준보 베스트 텐                             | 남우주연상                      | 스다 마사키       | 수상  |
| 키네마 준보 베스트 텐                             | 남우조연상                      | 양익준            | 수상  |
| 키네마 준보 베스트 텐                             | 독자 선출 일본 영화 감독상      | 키시 요시유키     | 수상  |
| 키네마 준보 베스트 텐                             | 독자 선출 일본 영화 베스트 텐   | 아, 황야          | 제1위 |
| 제72회 마이니치 영화 콩쿠르                       | 일본 영화 우수상                | 아, 황야          | 수상  |
| 제72회 마이니치 영화 콩쿠르                       | 남우주연상                      | 스다 마사키       | 수상  |
| 제60회 블루 리본상                                | 작품상                          | 아, 황야          | 수상  |
| 제60회 블루 리본상                                | 남우조연상                      | 유스케 산타마리아 | 수상  |
| 제60회 블루 리본상                                | 일본 영화 베스트 텐             | 아, 황야          | 후보  |
| 오사카 시네마 페스티벌 2018                       | 남우주연상                      | 스다 마사키       | 수상  |
| 오사카 시네마 페스티벌 2018                       | 남우조연상                      | 유스케 산타마리아 | 수상  |
| 오사카 시네마 페스티벌 2018                       | 일본 영화/작품상 베스트 텐      | 아, 황야          | 제2위 |
| 영화 예술                                         | 일본 영화 베스트 텐             | 아, 황야          | 제4위 |
| 영화 예술                                         | 일본 영화 워스트 텐             | 아, 황야          | 제2위 |
| 2017년 일본 인터넷 영화 대상                      | 작품상                          | 아, 황야 전편     | 제1위 |
| 2017년 일본 인터넷 영화 대상                      | 작품상                          | 아, 황야 후편     | 제4위 |
| 2017년 일본 인터넷 영화 대상                      | 감독상                          | 키시 요시유키     | 수상  |
| 2017년 일본 인터넷 영화 대상                      | 남우주연상                      | 스다 마사키       | 수상  |
| 2017년 일본 인터넷 영화 대상                      | 여우조연상                      | 키노시타 아카리   | 수상  |
| 2017년 일본 인터넷 영화 대상                      | 음악상                          | 아, 황야 전편     | 수상  |
| 2017년 일본 인터넷 영화 대상                      | 깊이 생각하는 작품상            | 아, 황야 전편     | 수상  |
| 2017년 일본 인터넷 영화 대상                      | 일본 영화 작품상 최다 투표자 수 | 아, 황야 전편     | 수상  |
| 제41회 일본 아카데미상                            | 최우수 남우주연상               | 스다 마사키       | 수상  |
| 제68회 예술 선장 문부 과학 대신 신인상            | 빈칸                            | 스다 마사키       | 수상  |
| 디지털 컨텐츠 오브 더 이어 '17 제23회 AMD]]어워드 | 빈칸                            | 회장 표창         | 수상  |
| 아시안 필름 어워드                                | 감독상                          | 이시이 유야       | 수상  |
| 일본 영화 전문 대상                               | 관객상                          | 아, 황야          | 수상  |
| 2017 일본 영화 팬클럽상                           | 일본 영화 베스트5 2017          | 아, 황야          | 제1위 |